# Berlinische Galerie
La Berlinische Galerie è un museo di arte contemporanea situato nel quartiere di Kreuzberg a Berlino. La collezione del ospitata nel museo ripercorre i grandi momenti di creazione artistica a Berlino a partire dal 1870 ai giorni nostri.
Nei due piani dell'edificio vengono esposte opere della collezione permanente e delle mostre temporanee. Sono presenti anche un archivio, una biblioteca, una sala studio, un bar e una libreria ed un laboratorio per educazione all'arte per bambini e adulti.

## Storia e collezione
La Berlinische Galerie è stata fondata nel 1975 come associazione, con l'intenzione di raccogliere l'arte Berlinese del tempo. Nei primi anni, quando l'associazione aveva ancora sede a Charlottenburg, furono organizzate varie mostre presso la Neue Nationalgalerie. Nel 1978 la galleria si trasferisce nel Landwehr-Kasino di Jebensstraße, presso la stazione ferroviaria di Berlino Giardino Zoologico, mentre nel 1986 si trasferisce presso il Martin-Gropius-Bau. Nel 1994 la galleria rimane priva di una sede, fino al 2004, anno in cui si trasferisce in un ex edificio industriale riconvertito a sede museale, in Alten Jakobstraße, nel quartiere di Kreuzberg.
Al piano superiore la Galerie presenta in ordine cronologico una selezione dei capolavori della collezione, tra cui opere dei Dadaismo berlinese, della Nuova oggettività e dell'Avanguardia dell'Europa dell'Est. Per quanto riguarda l'arte visiva la collezione possiede tra gli altri, opere di Max Liebermann, Lovis Corinth, Franz Skarbina, Hans Baluschek, Wilhelm Gallhof, Otto Dix, George Grosz, Hannah Höch, Georg Baselitz e Wolf Vostell. Vi sono poi una grande collezione di arte grafica (circa 15 000 opere), fotografie e modelli architettonici.